# Roundhill Summit

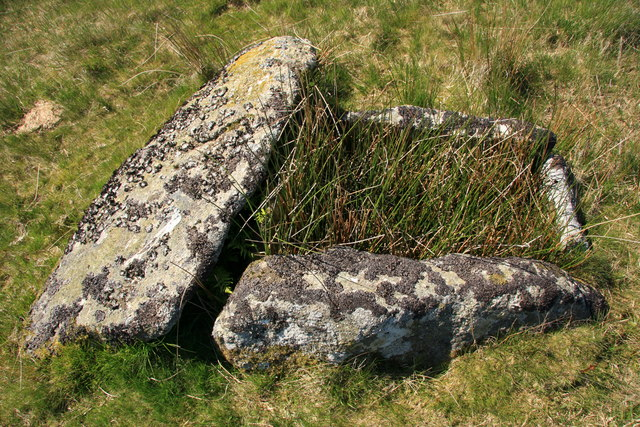
Roundhill Summit

Die Steinkiste auf dem Roundhill Summit (auch Roundhill East oder Round Hill East genannt) liegt südlich von Two Bridges, einem Weiler östlich von Princetown im Dartmoor in Devon in England.
Die etwa 2,75 m lange, 0,6 m breite und ebenso tiefe Steinkiste liegt mittig in einem kleinen Hügel von 4,5 m Durchmesser, mit einigen seiner Randsteine. Der seitlich verlagerte Deckstein misst etwa 1,35 × 1,05 m. Zwei Steine der Kiste, einer auf der Nord- und einer auf der Ostseite ragen deutlich aus dem Rasen. Es gibt um die Kiste Spuren eines Hügels.
Die Steinkisten im Devon werden ins frühe Neolithikum bis in die späte Bronzezeit (4000 bis 700 v. Chr.) datiert.
In der Nähe liegen die Steinkisten Crock of Gold und Blakey Tor.